# Букачівський район
Букачівський район — колишній район Станіславської області УРСР. Адміністративним центром району було селище Букачівці.

## Історія
Букачівський район утворений Указом Президії ВР СРСР від 17 січня 1940 р. з ґмін Букачівці, Журув і Кнігиніче Рогатинського повіту Станіславської області УРСР. 
У 1941—1944 роках територія району входила до складу Бережанської округи дистрикту Галичина. Після повторного захоплення території району Червоною армією в липні 1944 р. було відновлено довоєнний Букачівський район з усіма адміністративними органами і розпочато примусову мобілізацію чоловіків. 
Станом на 1 вересня 1946 року площа району становила 300 км², кількість сільських рад — 22. 
За даними облуправління МГБ у 1949 р. в Букачівському районі підпілля ОУН найактивнішим було в селах Колоколин, Васючин, Княгиничі, Помонята і Явче.
17.10.1954 облвиконком рішенням № 744 передав в Букачівському районі хутір Йосипівку з Васючинської сільської ради до Явченської сільської ради.
На 22.01.1955 в районі залишилось 13 сільрад.
Указом Президії Верховної Ради УРСР від 11 березня 1959 року Букачівський район ліквідовано, а його територія розділена між Бурштинським і Рогатинським районами.

## Адміністративний поділ станом на 1 вересня 1946 року[6]
- Букачівська селищна рада
  - селище Букачівці
  - хутір Букачівська Слобода
  - хутір Витань
- Васючинська сільська рада
  - село Васючин
  - хутір Вільхова
  - хутір Йосипівка
- Вишнівська сільська рада
  - село Вишнів
  - хутір Чистий
  - хутір Яжбір
- Воскресинська сільська рада
  - село Воскресинці
- Городківська сільська рада
  - село Городків
  - хутір Горбки
- Григорівська сільська рада
  - село Григорів
- Журавеньківська сільська рада
  - село Журавеньки
- Журівська сільська рада
  - село Журів
- Загір'янська сільська рада
  - село Загір'я
- Княжницька сільська рада
  - село Княжничі
- Козарівська сільська рада
  - село Козарі
- Колоколинська сільська рада
  - село Колоколин
- Луковецько-Вишнівська сільська рада
  - село Луковець-Вишнівський
- Луковецько-Журівська сільська рада
  - село Луковець-Вишнівський
- Новогреблівська сільська рада
  - село Нова Гребля
  - хутір Раївка
- Новомартинівська сільська рада
  - село Новий Мартинів
- Підмихайлівська сільська рада
  - село Підмихайлівці
- Помонятівська сільська рада
  - село Помонята
- Посвірзька сільська рада
  - село Посвірж
- Радванівська сільська рада
  - село Радванів
- Тенетниківська сільська рада
  - село Тенетники
- Чернівська сільська рада
  - село Чернів
- Явченська сільська рада
  - село Явче